# Odznaka „20 Lat w Służbie Narodu”
Odznaka „20 Lat w Służbie Narodu” – polskie odznaczenie resortowe okresu PRL, nadawane przez Ministra Spraw Wewnętrznych.
Ta jednostopniowa odznaka została ustanowiona uchwałą Rady Ministrów nr 78 z dnia 25 marca 1964: w uznaniu ofiarnej służby funkcjonariuszów Milicji Obywatelskiej, którzy w okresie dwudziestolecia władzy ludowej wyróżnili się przy wykonywaniu zadań tej służby. Regulamin i wzór odznaki określił odrębnie Minister Spraw Wewnętrznych.
Odznakę nadawano:
- funkcjonariuszom Milicji Obywatelskiej, którzy w okresie dwudziestoletniej służby wyróżnili się przy wykonywaniu zadań w ochronie spokoju, porządku i bezpieczeństwa publicznego, dając przykład ofiarnego i rzetelnego spełniania swoich obowiązków,
- oficerom, chorążym i podoficerom wojsk wewnętrznych oraz pracownikom cywilnym zatrudnionym w resorcie spraw wewnętrznych,
- członkom Ochotniczej Rezerwy Milicji Obywatelskiej, na tych samych zasadach.

Uchwała ustanawiająca utraciła moc 1 stycznia 1975 (uchwałą Rady Ministrów nr 90 z 12 kwietnia 1974) i tym samym nadawanie odznaki zakończono. Zastąpiła ją srebrna odznaka "W Służbie Narodu", uznana za równorzędną do odznaki „20 lat w Służbie Narodu”.